# Phyllophaga rugithorax
Phyllophaga rugithorax är en skalbaggsart som beskrevs av Saylor 1938. Phyllophaga rugithorax ingår i släktet Phyllophaga och familjen Melolonthidae. Inga underarter finns listade i Catalogue of Life.